# Деловая конкуренция
Делова́я конкуре́нция — тип соревнования, возникающий между хозяйствующими субъектами (фирмами), каждый из которых своими конкурентными действиями ограничивает возможность конкурента односторонне воздействовать на условия обращения товаров на рынке, то есть уменьшает степени зависимости рыночных условий от поведения отдельных участников рынка.
Деловая конкуренция фирм реализуется через определение, завоевание и отстаивание ими своей конкурентной позиции.
По уровню деловой конкуренции различают — продуктовую, отраслевую, межпродуктовую, и межотраслевую конкуренцию.
Пять составляющих деловой конкуренции:
1. Конкуренция между уже существующими участниками или игроками на рынке
2. Конкуренция между потенциальными участниками рынка
3. Конкуренция со стороны суррогатов какого-либо товара или услуги; (например, конкуренция продавцов кожзаменителя и кожи)
4. Рыночное давление со стороны покупателей направленное на занижение цены
5. Рыночное давление со стороны поставщиков сырья, направленное, естественно, на завышение цены